# Hádés

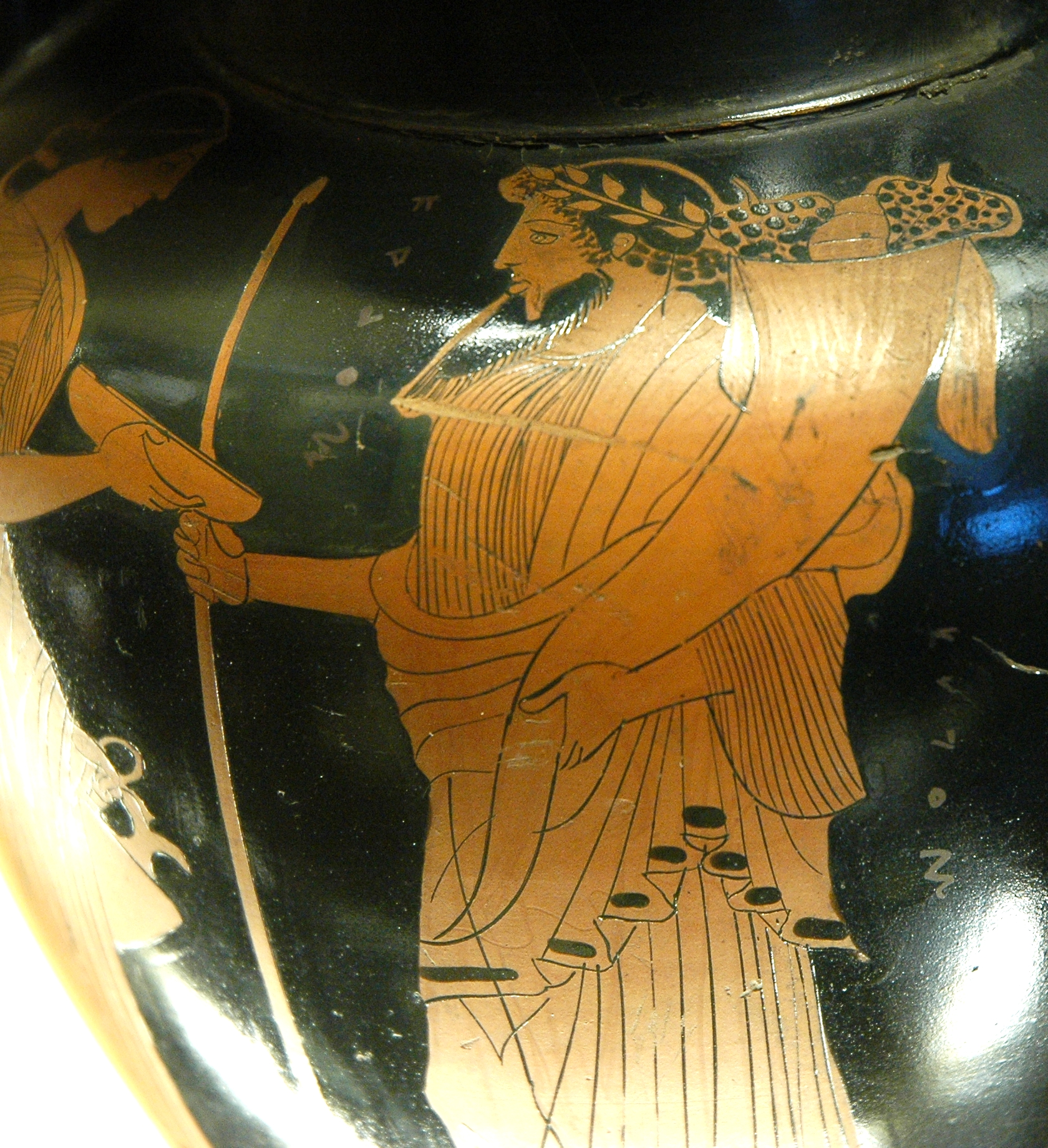
Hades, bůh podsvětí, na váze ze 4. století př. n. l.

V řecké mytologii je Hádés (2. pád Háda, řecky též Plútón, latinsky Pluto, řecky ᾍδης) bůh podsvětí. Je nejstarším synem Titána Krona a Rheii. Po narození ho Kronos pozřel, protože se bál, že ho některý ze synů zbaví vlády. Když jej a jeho mladšího bratra Poseidóna jejich nejmladší bratr Zeus po velkém boji z Kronových útrob osvobodil, Hádovi po dělení světa připadla říše mrtvých. Hádés unesl do podsvětí dceru bohyně Démétér Persefonu a učinil z ní svou manželku a spoluvládkyni nad říší mrtvých. Hádés nebyl mezi bohy oblíben a své sídlo zpravidla neopouštěl. Byl vykreslován jako přísný a nekompromisní, ale spravedlivý a zodpovědný bůh. Do věcí mezi nebem a zemí se příliš nepletl, neboť věděl, že „každý kdo se jednou narodil, musí dříve či později vejít do Hádova domu“.
Z obětních zvířat měl nejraději černé ovce, při jejich zabíjení se však obětující musel dívat jinam. Ze stromů mu byl zasvěcen cypřiš a z květin narcis. Jeho jméno původně asi znamenalo Neviditelný či Neviděný' (předřecký základ *n̥-wid-).[zdroj?]
Staří Řekové se báli vyslovovat Hádovo jméno, proto se už v archaickém období začala používat perifráze Plútón, což znamená „boháč“. Byla inspirována představou, že Hádovým majetkem je vše, co se nachází pod zemí, tedy úrodná půda i nerostné bohatství. Staří Italikové uctívali boha podsvětí jménem Orkus, spojením jeho kultu s řeckým Hádem-Plútem vznikl římský bůh Pluto.

## Podsvětí
Říše mrtvých se také někdy podle svého vládce nazývá Hádés. Skrývá se v hlubinách země a nepronikne do ní paprsek slunečního světla. Tvoří ji bezútěšná rovina a protéká jí pět řek: Styx – řeka smrti, Acherón – řeka nářku, Kókytos – řeka zármutku, Pyriflegethón – ohnivá řeka, Léthé – řeka, jejíž vody dávají zapomenout na vše pozemské. Na západě se rozkládala Élysejská pole, kde pobývali duchové spravedlivých, někde v hlubinách byl Tartaros, kam Zeus uvrhl své protivníky a největší hříšníky. Dále se tu nacházel Erebos, kde měl Hádés svůj palác a kde vládl s manželkou Persefonou.
Cesty, kudy se dostávali duchové mrtvých do Hádovy říše, vedly temnými propastmi tzv. údolí stínů. Jedna z nich byla u mysu Tainaru na jihu Peloponnésu, další v attickém Kolónu, nebo pod Etnou na Sicílii, či v nejzazším západě, kam už nedopadaly paprsky slunce.
Vstupní bránu do podsvětí hlídal trojhlavý pes Kerberos (lat. Cerberus). Přicházející pouštěl dovnitř, ven nepouštěl nikoho.
Z brány vedla cesta k vodám Acherontu, kde převážel mrtvé za peníze stařec Charón. Proto dříve Řekové dávali mrtvým pod jazyk minci, aby měli na převoz. Každý zemřelý putoval před Hádův trůn, kde seděli soudci zemřelých, Diovi synové Mínós, Rhadamanthys, Aiakos. Většina mrtvých se v podobě stínu potulovala bez radosti a žalu po louce s květy asfodelu. Mezi ně patřil například i Achilles.
Říše mrtvých má několik úrovní, a to:
- Ostrovy blažených (nebo požehnaných) – hrdina, který se dostal do Elysia, mohl požádat o znovuzrození, a pokud se třikrát znovuzrodil a třikrát se znovu dostal do Elysia, mohl vstoupit na ostrovy blažených
- Elysium (nebo Elysejská pole) – ráj, kam putovali hlavně hrdinové a polobozi, ale i duše spravedlivých
- Asfodelová pole (nebo louky) – místo pro průměrné duše bez zásluh a zločinů
- Pole smutku – dle Vergilia je to místo, kam jdou lidé, kteří promrhali svůj život neopětovanou láskou (např. královna Didó)
- Trestná pole – místo, kde přebývaly duše odpykávající si nějaký trest, který ale není tak vážný, aby byli svrženi do Tartaru
- Tartaros – jednak místo pro ty nejhorší z nejhorších, jednak bůh, který toto místo ztělesňuje

## Podsvětní bohové
Mezi podsvětní bohy patřili především :
- Thanatos – bůh smrti v černém plášti a mrazivými křídly, který uchvacoval duše umírajících
- Kéry – které hubily muže na bojištích a vysávaly jejich krev
- Empúsa – přepadala a vraždila lidi na křižovatkách
- Lamia – zabíjela matkám děti ve spánku a pila jejich krev
- Hekaté – trojtělá a trojhlavá, která vládla nad příšerami
- Hypnos – bůh omamného spánku
- Erínye – neúprosné bohyně kletby a pomsty
- Nyx – bohyně noci a sama noc

## Hrdinové a podsvětí
- Héraklés – přivedl z podsvětí Kerbera
- Orfeus – pokusil se odvést z podsvětí milovanou Eurydiku
- Sisyfos – unikl z podsvětí na krátkou dobu lstí
- Théseus – z podsvětí ho vysvobodil Héraklés
- Odysseus – dostal se na práh podsvětí a viděl Sísyfa, Tantala, Titya
- Aineiás – sestoupil do podsvětí a hovořil zde se stínem svého otce
- Achilles – jeho matka Thetis ho po narození koupala v řece Styx, díky čemuž byl nezranitelný (vyjma paty, za kterou jej držela)